# Thiotrichaceae
Thiotrichaceae – rodzina proteobakterii, do której należy Thiomargarita magnifica, największa znana bakteria.

## Rodzaje
- Achromatium
- Beggiatoa
- Leucothrix
- Macromonas
- Thiobacterium
- Thiomargarita
- Thioploca
- Thiospira
- Thiothrix